# Wassertalbahn
| Vișeu de Sus CFF |                         |                                              |                                              |
| Streckenlänge: | 56,1 km                 |                                              |                                              |
| Spurweite: | 760 mm (Bosnische Spur) |                                              |                                              |
| Streckengeschwindigkeit: | 15 km/h                 |                                              |                                              |
| |                         |                                              |                                              |
| \| \| 0,0 \| Vișeu de Sus CFR Anschluss an Normalspurbahn \| Vișeu de Sus CFR Anschluss an Normalspurbahn \| \| \| \| \| \| \| \| 3,2 \| Vișeu de Sus CFF \| Vișeu de Sus CFF \| \| \| 5,2 \| Fabrica trei \| Fabrica trei \| \| \| 6,8 \| Valea Scradei \| Valea Scradei \| \| \| 12,4 \| Novăț \| Novăț \| \| \| 12,50,0 \| Novăț Delta \| Novăț Delta \| \| \| 1,0 \| nach Valea Boului \| nach Valea Boului \| \| \| 3,5 \| nach Greben \| nach Greben \| \| \| 3,5 \| Poiana Novat \| Poiana Novat \| \| \| 5,7 \| Ihoasa \| Ihoasa \| \| \| 6,8 \| Betîgi \| Betîgi \| \| \| 9,2 \| Ripi \| Ripi \| \| \| 13,0 \| Izvorul Cailor \| Izvorul Cailor \| \| \| 16,0 \| Glimboaca \| Glimboaca \| \| \| 18,5 \| Cozia \| Cozia \| \| \| 20,6 \| Novicior CFF \| Novicior CFF \| \| \| 21,6 \| Paltin \| Paltin \| \| \| 24,1 \| Bardau \| Bardau \| \| \| \| Tunnel \| \| \| \| \| Tunnel \| \| \| \| \| Tunnel \| \| \| \| 26,2 \| Botizu \| Botizu \| \| \| 29,3 \| Șuliguli \| Șuliguli \| \| \| 31,2 \| Făina \| Făina \| \| \| 33,5 \| Losthun \| Losthun \| \| \| 35,6 \| Miraj \| Miraj \| \| \| 36,6 \| Macârlau \| Macârlau \| \| \| 37,50,0 \| Gura Stevioara \| Gura Stevioara \| \| \| 3,0 \| Steviorara \| Steviorara \| \| \| 38,3 \| Valea Babei \| Valea Babei \| \| \| 40,1 \| Gligan \| Gligan \| \| \| 41,0 \| Ivascoaia \| Ivascoaia \| \| \| 42,5 \| Catarama \| Catarama \| \| \| 43,5 \| Comanu \| Comanu \| \| \| 46,3 \| Izvorul Boului \| Izvorul Boului \| |                         |                                              |                                              |
| Betriebs-/Güterbahnhof Streckenanfang | 0,0                     | Vișeu de Sus CFR Anschluss an Normalspurbahn | Vișeu de Sus CFR Anschluss an Normalspurbahn |
| |                         |                                              |                                              |
| Bahnhof | 3,2                     | Vișeu de Sus CFF                             | Vișeu de Sus CFF                             |
| Dienststation / Betriebs- oder Güterbahnhof | 5,2                     | Fabrica trei                                 | Fabrica trei                                 |
| Dienststation / Betriebs- oder Güterbahnhof | 6,8                     | Valea Scradei                                | Valea Scradei                                |
| Dienststation / Betriebs- oder Güterbahnhof | 12,4                    | Novăț                                        | Novăț                                        |
| Strecke von links · Abzweig geradeaus, nach rechts und von rechts | 12,50,0                 | Novăț Delta                                  | Novăț Delta                                  |
| Abzweig geradeaus und ehemals nach rechts · Strecke | 1,0                     | nach Valea Boului                            | nach Valea Boului                            |
| Abzweig geradeaus und ehemals nach links · Strecke | 3,5                     | nach Greben                                  | nach Greben                                  |
| Betriebs-/Güterbahnhof Strecke ab hier außer Betrieb · Strecke | 3,5                     | Poiana Novat                                 | Poiana Novat                                 |
| Dienststation / Betriebs- oder Güterbahnhof (Strecke außer Betrieb) · Strecke | 5,7                     | Ihoasa                                       | Ihoasa                                       |
| Dienststation / Betriebs- oder Güterbahnhof (Strecke außer Betrieb) · Strecke | 6,8                     | Betîgi                                       | Betîgi                                       |
| Dienststation / Betriebs- oder Güterbahnhof (Strecke außer Betrieb) · Strecke | 9,2                     | Ripi                                         | Ripi                                         |
| Betriebs-/Güterbahnhof Streckenende (Strecke außer Betrieb) · Strecke | 13,0                    | Izvorul Cailor                               | Izvorul Cailor                               |
| Dienststation / Betriebs- oder Güterbahnhof | 16,0                    | Glimboaca                                    | Glimboaca                                    |
| Dienststation / Betriebs- oder Güterbahnhof | 18,5                    | Cozia                                        | Cozia                                        |
| Dienststation / Betriebs- oder Güterbahnhof | 20,6                    | Novicior CFF                                 | Novicior CFF                                 |
| Bahnhof | 21,6                    | Paltin                                       | Paltin                                       |
| Dienststation / Betriebs- oder Güterbahnhof | 24,1                    | Bardau                                       | Bardau                                       |
| Tunnel |                         | Tunnel                                       | Tunnel                                       |
| Tunnel |                         | Tunnel                                       | Tunnel                                       |
| Tunnel |                         | Tunnel                                       | Tunnel                                       |
| Dienststation / Betriebs- oder Güterbahnhof | 26,2                    | Botizu                                       | Botizu                                       |
| Dienststation / Betriebs- oder Güterbahnhof | 29,3                    | Șuliguli                                     | Șuliguli                                     |
| Dienststation / Betriebs- oder Güterbahnhof | 31,2                    | Făina                                        | Făina                                        |
| Dienststation / Betriebs- oder Güterbahnhof | 33,5                    | Losthun                                      | Losthun                                      |
| Dienststation / Betriebs- oder Güterbahnhof | 35,6                    | Miraj                                        | Miraj                                        |
| Dienststation / Betriebs- oder Güterbahnhof | 36,6                    | Macârlau                                     | Macârlau                                     |
| Dienststation / Betriebs- oder Güterbahnhof | 37,50,0                 | Gura Stevioara                               | Gura Stevioara                               |
| Abzweig geradeaus und nach links · Betriebs-/Güterbahnhof Streckenende und quer | 3,0                     | Steviorara                                   | Steviorara                                   |
| Dienststation / Betriebs- oder Güterbahnhof | 38,3                    | Valea Babei                                  | Valea Babei                                  |
| Dienststation / Betriebs- oder Güterbahnhof | 40,1                    | Gligan                                       | Gligan                                       |
| Dienststation / Betriebs- oder Güterbahnhof | 41,0                    | Ivascoaia                                    | Ivascoaia                                    |
| Dienststation / Betriebs- oder Güterbahnhof | 42,5                    | Catarama                                     | Catarama                                     |
| Betriebs-/Güterbahnhof Strecke ab hier außer Betrieb | 43,5                    | Comanu                                       | Comanu                                       |
| Betriebs-/Güterbahnhof Streckenende (Strecke außer Betrieb) | 46,3                    | Izvorul Boului                               | Izvorul Boului                               |

Die Wassertalbahn (rumänisch Calea Ferată Forestieră Vișeu bzw. Mocănița de pe Valea Vaserului) ist eine schmalspurige Waldbahn im Norden Rumäniens, die von Vișeu de Sus (deutsch Oberwischau, Kreis Maramureș) durch das Tal des Vaser in die Karpaten führt. Sie ist die letzte regulär betriebene Waldbahn Rumäniens und ist seit 2010 als rumänisches Kulturgut unter Schutz gestellt.

## Geschichte und Betrieb
Die Wassertalbahn wurde 1932 fertiggestellt und von der staatlichen CFF betrieben. Die Bahn fährt auf Gleisen mit einer Spurweite von 760 Millimetern – der so genannten Bosnischen Spurweite – durch das Tal des Vaser ins Grenzgebiet zur Ukraine. Sie ist seit 2003 Eigentum des größten Arbeitgebers des Ortes Vișeu de Sus, des Sägewerkes R.G. Holz Company S.R.L.
Die Produktionszüge für den Holztransport fahren montags bis samstags mehrmals täglich in die Wälder der Karpaten hinein, um von mehreren Ladestellen das gefällte Holz talwärts zum Sägewerk zu bringen. Die Bahn dient darüber hinaus auch dem Transport der Waldarbeiter zu ihren Arbeitsorten. Bis in die 1990er waren die Waldarbeiter meistens deutschsprachige Zipser, von denen heute noch einige hundert in Vișeu de Sus leben. Sie wurden Ende des 18. Jahrhunderts teilweise aus der Zips, teilweise aus dem Salzkammergut angesiedelt, wanderten zur Mehrheit aber seit den 1990er Jahren nach Deutschland und Österreich aus. In der Regel fahren diese montags in die Wälder hinauf und am Samstag wieder zurück. Straßenfahrzeuge und schweres Gerät für den Forstbetrieb werden mangels Forststraßen – ebenso wie Weidevieh – auch auf der Schiene transportiert. Der Betrieb eines Zuges wird in der Regel von neun Mitarbeitern durchgeführt: zwei Lokomotivführern, einem Zugchef, einem Techniker und fünf Bremsern.
1952 wurde eine Seitenlinie vom Gleisdreieck Novăț Delta nach Izvorul Boului im Novăț-Tal gebaut. 2008 wurde der Betrieb der inzwischen bis Betîgi gekürzten Strecke eingestellt. Im Frühjahr 2011 wurden bei Betîgi Diebstähle an den Gleisanlagen erkannt, so dass sich die RG Holz als Betreiberin entschied, den Bahnkörper abzumontieren. Somit endet die Strecke heute in Poiana Novăț.
Der Oberbau ist nicht mit dem moderner öffentlicher Bahnen vergleichbar und besteht aus leichten, direkt auf Holzschwellen aufgenagelten Schienenprofilen mit verschraubten Schienenstößen. Wegen der Gleislage und Hindernissen wie Steinschlägen oder umgestürzten Bäumen kommt es relativ häufig vor, dass Wagen entgleisen. Auf Grund der schlechten Streckenbedingungen, der Steigungen und der zu transportierenden Lasten sind die Züge in der Regel nur mit Geschwindigkeiten von durchschnittlich 10 km/h unterwegs. Die knapp 30 km lange Fahrt von Făina bis zum Sägewerk dauert daher ungefähr drei Stunden.

## Tourismus/Personenverkehr
Bis Ende 2006 wurden die Züge der Waldbahn regulär von Dampflokomotiven gezogen, inzwischen kommen jedoch hauptsächlich Diesellokomotiven zum Einsatz. Dem Schweizer Verein „Hilfe für die Wassertalbahn“ ist es jedoch gelungen, eine Fortführung des Dampfbetriebs sicherzustellen – wenn auch primär für touristische Zwecke. Von November bis März  verkehrt der Touristenzug Donnerstag, Freitag, Samstag und Sonntag. Zwischen April und Oktober verkehren die Touristenzüge täglich.
Die Abfahrtstelle ist am Bahnhof CFF Vișeu de Sus (Beschilderung „Mocănița“), auf dem Gelände des Sägewerks im Norden der Stadt gelegen, wo auch ergänzende touristische Einrichtungen geschaffen wurden. Der Touristenzug, auch Mocănița genannt, befährt ungefähr die Hälfte der Strecke bis zum Bahnhof Paltin in der Schlucht des Vaser, wo ein Picknickplatz und eine Grillstation für die Fahrgäste errichtet wurden. Für Eisenbahnfreunde werden bisweilen Fotowochen angeboten, in denen gegen entsprechende Gebühr eine Woche lang auf diversen dampfbespannten Produktionszügen mitgefahren werden kann.

## Fahrzeugbestand
Zum Einsatz kommen verschiedene Triebfahrzeuge, darunter Dampflokomotiven rumänischer wie deutscher Produktion, mehrere rumänische Diesellokomotiven der Type FAUR L45H, verschiedentliche zu Draisinen umgebaute Straßenfahrzeuge sowie ein Triebwagen russischer Herkunft.
Als Wagenmaterial für den Transport von Holzstämmen dienen Drehschemelwagen, die paarweise nur durch die aufliegenden Stämme gekuppelt sind. Für den Transport der Arbeiter sind vierachsige Personenwagen vorhanden (darunter einer aus dem Jahre 1900), für betriebliche Gütertransporte stehen mehrere Güterwagen zur Verfügung. Die Waldbahn ist nicht mit einem automatischen Bremssystem ausgestattet, auf den Drehschemeln fahren daher Bremser mit, die die Wagen mit der Handbremse zum Halten bringen. Der Touristenverkehr wird mit originalen Waldbahn-Personenwagen, drei ehemaligen Wagen der Wengernalpbahn und mehreren offenen Sommerwagen abgewickelt.
Bestand an Dampflokomotiven:
| Bild                                                                     | Kennung     | Name      | ehem. Namen       | Hersteller         | Baujahr                  | Status            |
| ------------------------------------------------------------------------ | ----------- | --------- | ----------------- | ------------------ | ------------------------ | ----------------- |
|                                                                          | CFF 763.193 |           | MOLDOVIȚA         | Krauss, München    | 1921                     | ausgestellt       |
| Rumänische Dampflokomotive im Betrieb auf der Wassertalbahn im Jahr 2023 | CFR 764.050 |           |                   |                    | 1949                     | im Betrieb (2023) |
|                                                                          | CFF 764.211 | MĂRIUȚĂ   | BERZASCA          | Orenstein & Koppel | 1910                     | im Betrieb (2023) |
|                                                                          | CFF 764.313 |           | BUDAPESTA         | MÁVAG, Budapest    | 1921                     | ausgestellt       |
|                                                                          | CFF 764.404 | HUȚULCA   |                   |                    |                          | im Betrieb (2023) |
|                                                                          | CFF 764.408 | COZIA-1   |                   |                    | Neubaulok, 1986 (Reghin) | im Betrieb (2023) |
|                                                                          | CFF 764.421 | ELVEȚIA   | MARGINA           |                    | 1954                     | im Betrieb (2023) |
|                                                                          | CFF 764.435 | NOVICIOR  | TISMANA → BAVARIA |                    | 1954                     | im Betrieb (2023) |
|                                                                          | CFF 764.436 |           |                   |                    |                          | abgestellt        |
|                                                                          | CFF 764.449 | COZIA-2   | IOANA             |                    | 1955                     | im Betrieb (2023) |
|                                                                          | CFF 764.452 |           |                   |                    |                          | abgestellt        |
|                                                                          | CFF 764.457 |           |                   |                    |                          | abgestellt        |
|                                                                          | CFF 764.469 | MIRAJ     |                   |                    | 1955                     | im Betrieb (2023) |
|                                                                          | CFF 764.484 | MARAMUREȘ |                   |                    | 1958                     | ausgestellt       |
|                                                                          | CFR 150.216 |           |                   |                    | 1957                     | ausgestellt       |

## Unfälle, Unwetter
Um das Jahr 2001, das genaue Datum ist nicht überliefert, kam es an der Wassertalbahn zu einem schweren Unfall. Während der Rückfahrt nach Vișeu de Sus lösten sich mehrere Baumstämme aus ihren Verankerungen und schleuderten einen der Bremser gegen eine Felswand. Er wurde von den Stämmen überrollt und konnte nur noch tot geborgen werden.
Ende Juli 2008 beschädigten starke Unwetter in den Karpaten die Strecke der Wassertalbahn schwer: Brücken wurden weggerissen und Gleise unterspült. Nach den Reparaturarbeiten ist die Strecke wieder durchgehend befahrbar.

## Medienresonanz
Die Bahnstrecke gelangte in den letzten Jahren durch Fernsehdokumentationen (unter anderen eine 2004 von ARTE ausgestrahlte Reportage mit dem Namen „Die Waldbahn der Karpaten“), eine große Reportage des Magazins GEO und eine Sendung der Reihe Eisenbahn-Romantik unter dem Titel „Waldbahn in Transsilvanien“ (SWR 2008) zu internationaler Bekanntheit.

## Galerie

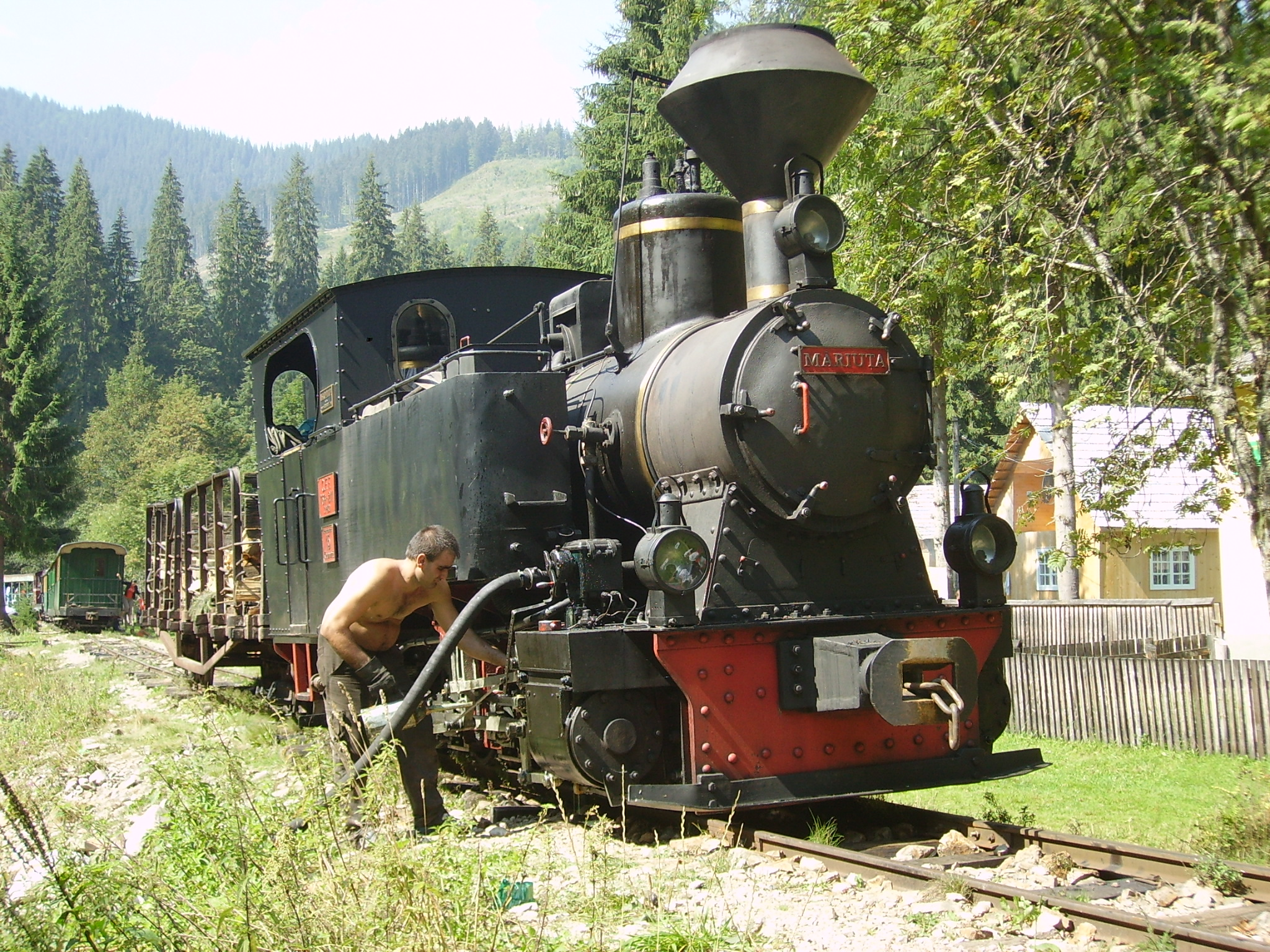
Dampflok „Măriuța“
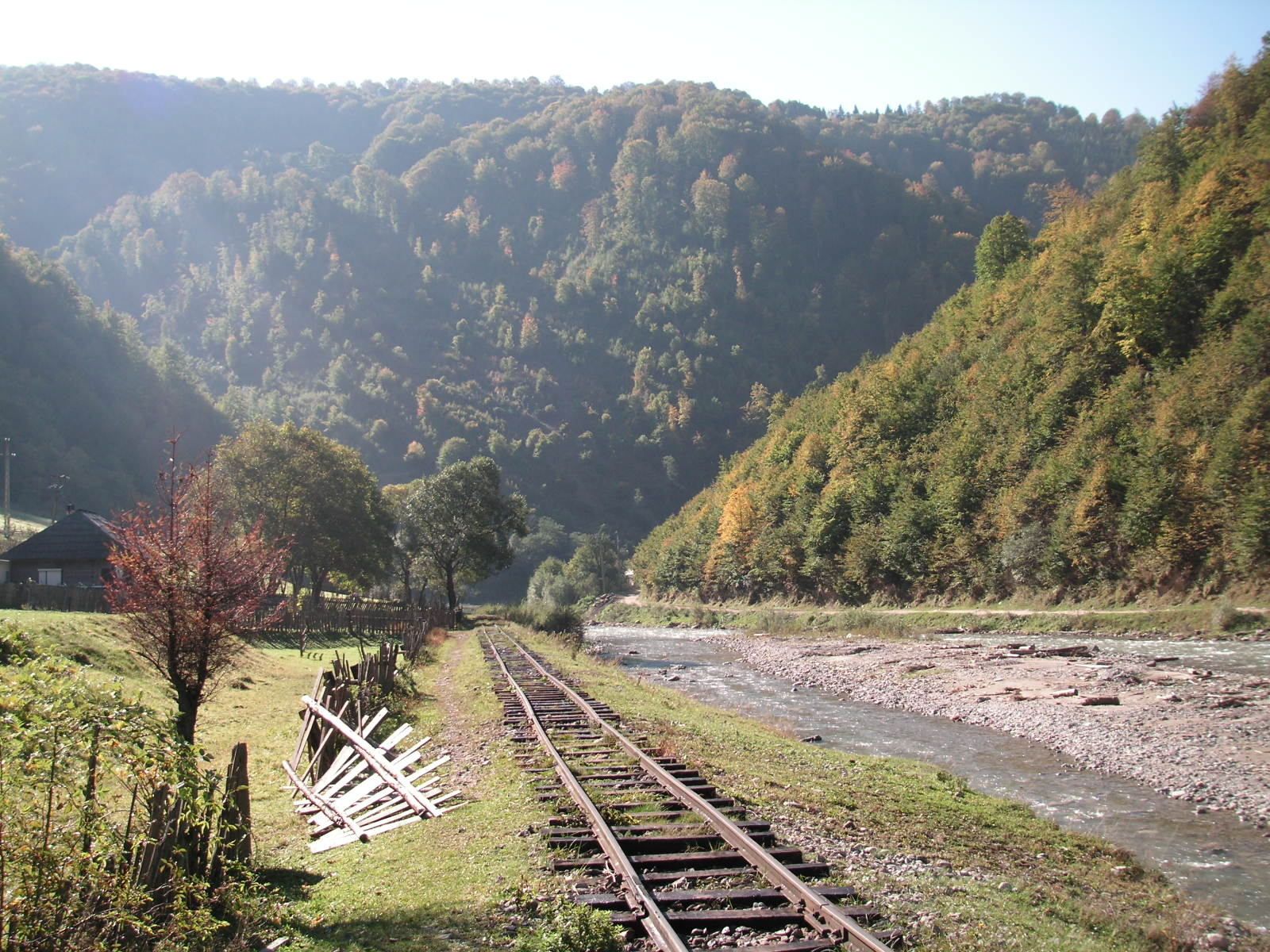
Bei Valea Scradei
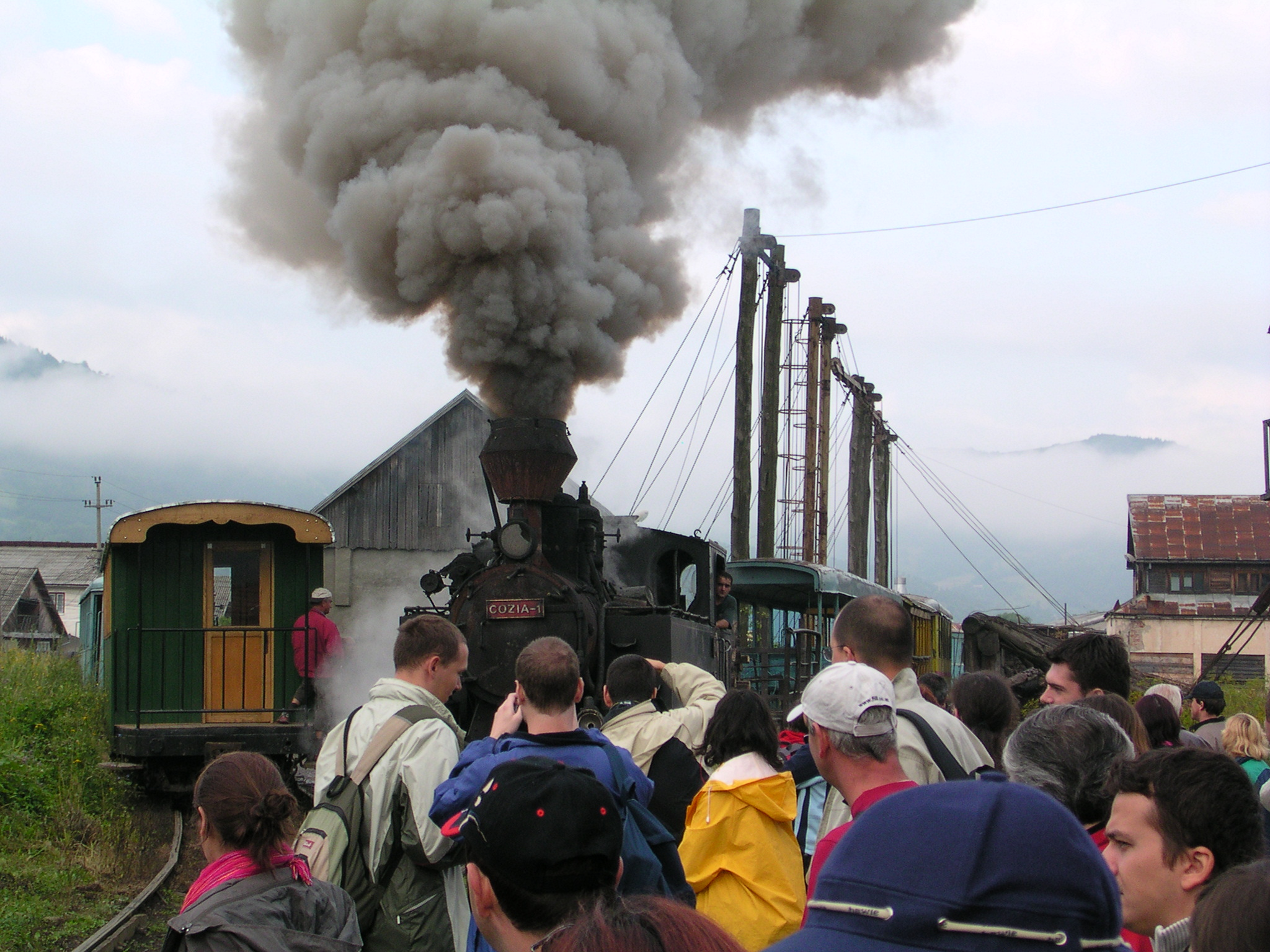
Der Touristenzug
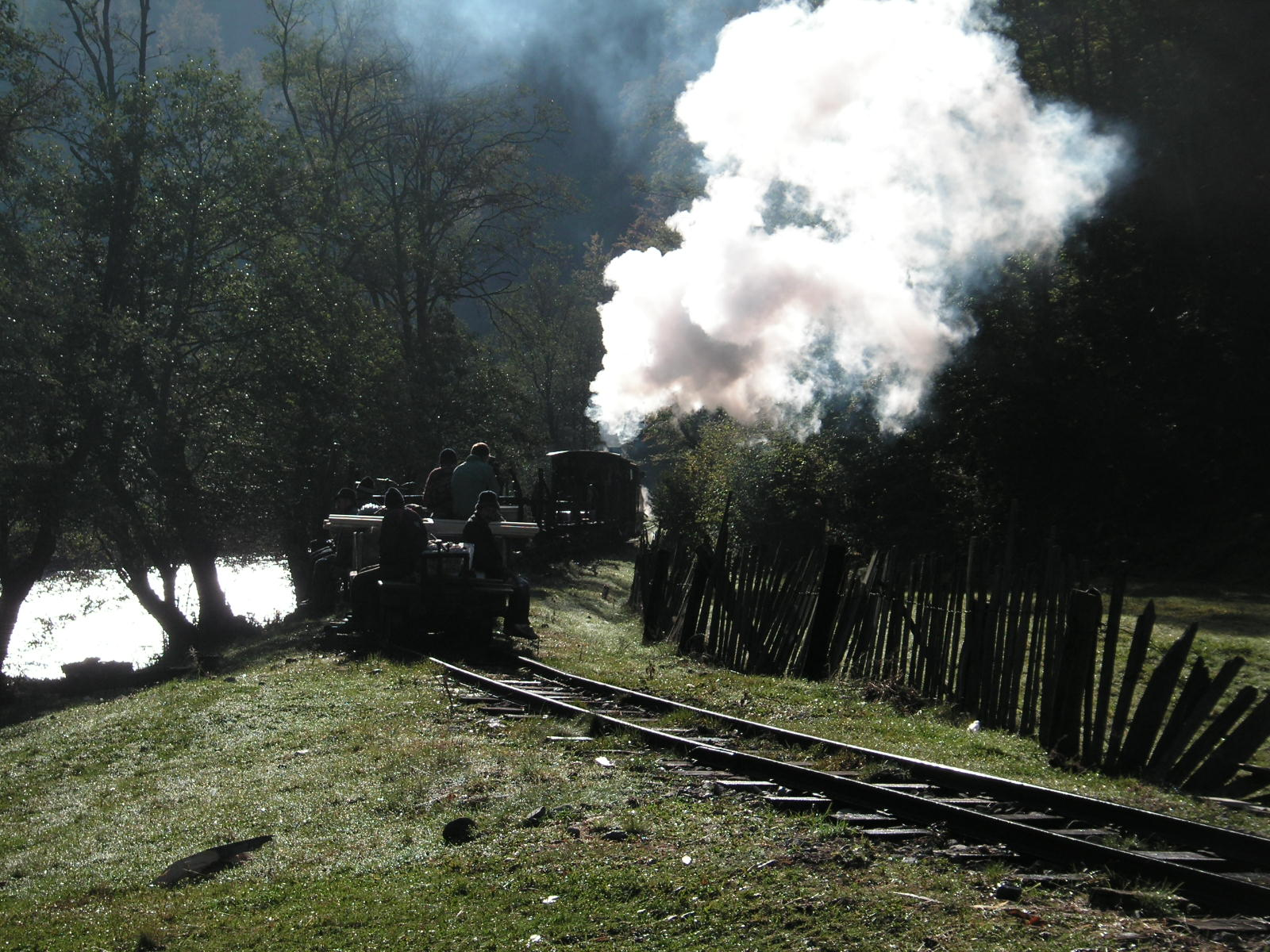
Produktionszug mit Waldarbeitern
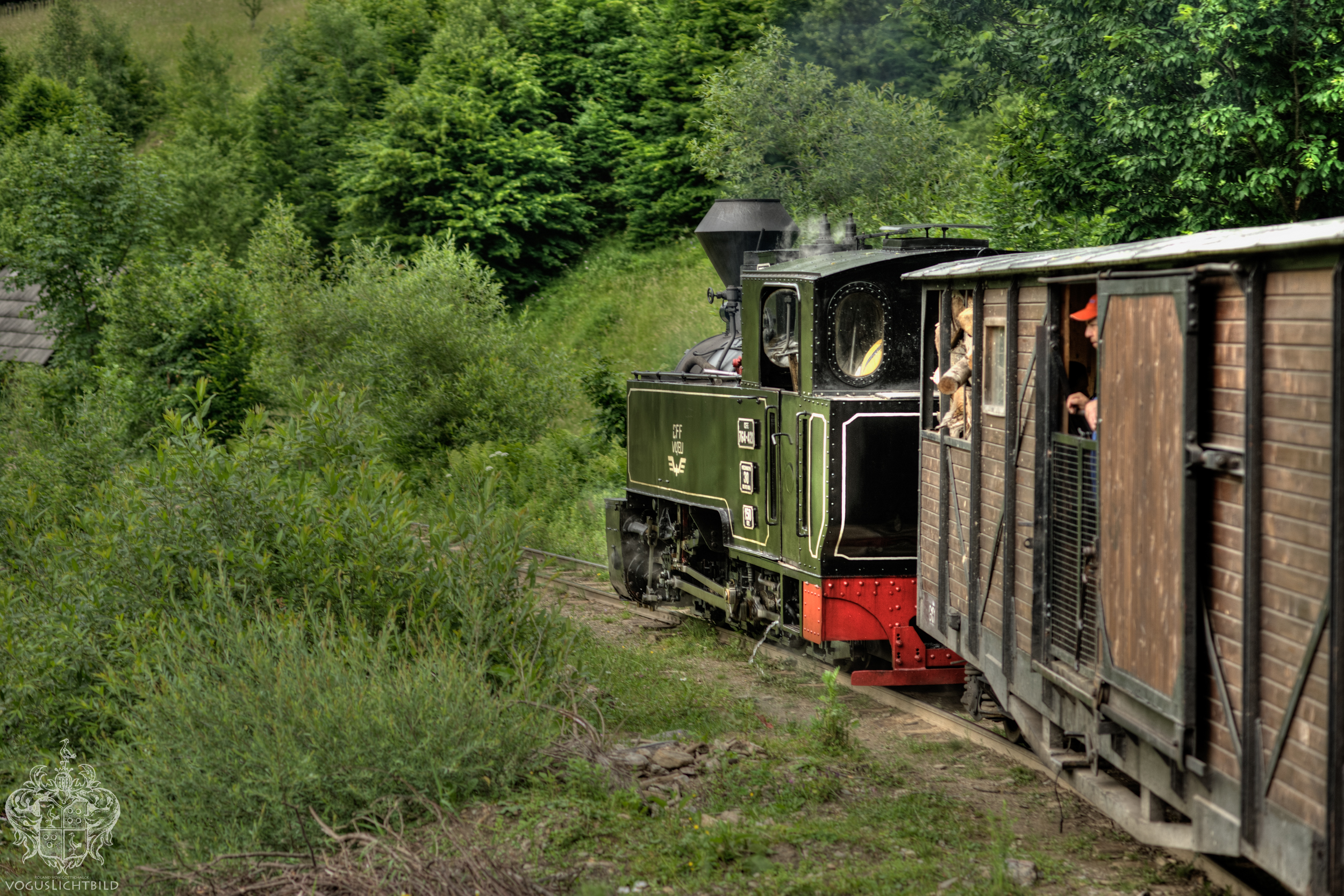
Bergfahrt durch das Wassertal
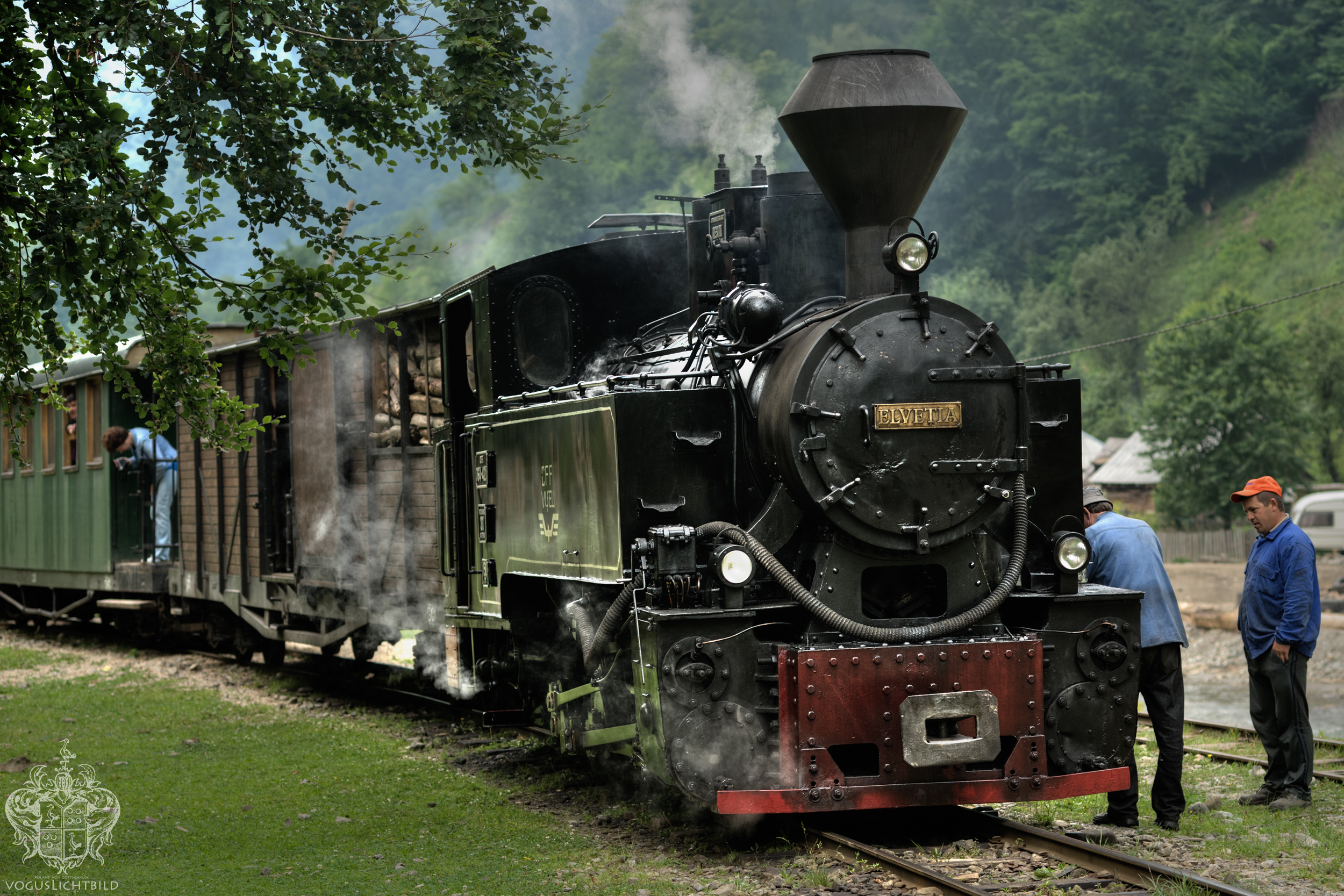
Endpunkt für Touristenfahrten ist Paltin